# Zivilberufliche Aus- und Weiterbildung
Die Zivilberufliche Aus- und Weiterbildung (ZAW) (vollständige Bezeichnung: Zivilberufliche Aus- und Weiterbildung der Soldatinnen auf Zeit und der Soldaten auf Zeit im Rahmen der militärfachlichen Ausbildung) der Bundeswehr ist eine berufliche Aus- und Weiterbildungsmöglichkeit für Soldaten auf Zeit (SaZ) auf Fachkraft- und Meisterebene. Die Teilnahme an einer ZAW-Maßnahme im Rahmen der militärfachlichen Ausbildung dient dabei jedoch vorrangig dem Ziel, die Auftragserfüllung und Effektivität der SaZ auf dem Dienstposten zu ermöglichen bzw. zu verbessern.
Nicht zu verwechseln mit der zivilberufliche Aus- und Weiterbildung für Soldatinnen und Soldaten sind die beruflichen Aus- und Fortbildungsmöglichkeiten die sich auf Grundlage des Soldatenversorgungsgesetzes (SVG) und der Berufsförderungsverordnung (BFöV) ergebenden. Ebenfalls nicht dazu gehören die Ausbildungsmöglichkeiten für Zivilbeschäftigte der Bundeswehr.

## Inhalte
Über die Zivilberufliche Aus- und Weiterbildung bietet die Bundeswehr ihren Soldaten die Möglichkeit einer Berufsausbildung mit staatlich anerkanntem Abschluss. Die Abschlussprüfung wird vor der örtlichen Industrie- und Handelskammer oder der Handwerkskammer abgelegt. Die Berufsausbildung führt die Bundeswehr dabei entweder intern durch oder sie wird durch zivile Bildungsträger übernommen. Die Ausbildung erfolgt mit einem erhöhten theoretischen Anteil, so dass die zivile Ausbildungsregelzeit von dreieinhalb Jahren bei der ZAW auf 21 Monate reduziert wird. Fachlich wird die Maßnahme durch den Berufsförderungsdienst (BFD) betreut.
Neben den Abschlüssen in einem Ausbildungsberuf bietet die Bundeswehr auch weitergehende Qualifikationen zum Techniker, Betriebswirt oder auf der Meisterebene. Die ausgebildeten Gesellen/Fachkräfte werden als Unteroffiziere, die Meister/Fachwirte als Feldwebel des Allgemeinen Fachdienstes eingesetzt.
In den Jahren 2007 bis 2009 wurden insgesamt 4500 Soldaten zur Fachkraft und 2775 Feldwebel zum Meister oder vergleichbar durch die jeweiligen berufsständischen Körperschaften ernannt.

### Ausbildungsberufe
Auf der Gesellen-/Fachkraft-Ebene bietet die Bundeswehr folgende Ausbildungsmöglichkeiten:
- Anästhesiepfleger
- Berufskraftfahrer
- Beton- und Stahlbetonbauer
- Kaufmann für Büromanagement
- Elektroniker für Automatisierungstechnik
- Elektroniker für Betriebstechnik
- Elektroniker für Geräte und Systeme
- Fachinformatiker
- Fachkrankenpfleger
- Feinwerkmechaniker Fachrichtung Maschinenbau
- Fluggerätelektroniker
- Fluggerätmechaniker in den Fachrichtungen Triebwerk-, Instandhaltungs- und Fertigungstechnik
- Fotograf
- Geomatiker
- Industriekaufmann
- Informatikkaufmann
- IT-Systemelektroniker
- IT-Systemkaufmann
- Kaufmann für Spedition und Logistikdienstleistung
- Kaufmännischer Assistent, Wirtschaftsassistent in den Fachrichtungen Fremdsprachen und Informationsverarbeitung
- Kommunikationselektroniker
- Kfz-Mechatroniker
- Koch
- Mechatroniker
- Mediengestalter Digital und Print Fachrichtung Gestaltung und Technik
- Medizinisch-technischer Assistent
- OP-Pfleger
- Notfallsanitäter
- Rettungssanitäter
- Vermessungstechniker
- Verwaltungsfachangestellter

### Fortbildungsberufe
Auf der Meister-/Fachwirt-/Techniker-Ebene bietet die Bundeswehr folgende Ausbildungsmöglichkeiten:
- Industriemeister in der Fachrichtungen Metall, Elektrotechnik, Mechatronik und Flugzeugbau/Luftfahrttechnik
- Geprüfter IT-Entwickler
- Fachkaufmann für Einkauf und Logistik
- Personalfachkaufmann
- Wirtschaftsfachwirt
- Feinwerkmechanikermeister
- Fleischermeister
- Fotografenmeister
- Installateur- und Heizungsbauermeister
- Geprüfter IT-Projektleiter
- Kraftfahrtzeugtechnikmeister
- Küchenmeister
- Logistikmeister
- Meister Kraftfahrer
- Polier
- Sportfachwirt
- Medizintechniker
- Technischer Fachwirt
- Zimmerermeister

## Einrichtungen
Einrichtungen der Zivilberuflichen Aus- und Weiterbildung sind über das gesamte Bundesgebiet verteilt. Bei den nachfolgenden Standorten handelt es sich entweder um den Sitz einer ZAW-Betreuungsstelle, einer ZAW-Ausbildungsstelle/-einrichtung oder eine Bundeswehrfachschul-/Zivilberufliche Aus- und Weiterbildungsbetreuungsstelle:
- Aachen, Theodor-Körner-Kaserne und Lützow-Kaserne
- Ahlen, Westfalen-Kaserne
- Altenstadt, Franz-Josef-Strauß-Kaserne
- Augustdorf, Generalfeldmarschall-Rommel-Kaserne
- Bad Frankenhausen, Kyffhäuser-Kaserne
- Bad Salzungen, Werratal-Kaserne
- Berlin, Bundeswehrkrankenhaus, Dahme-Spree-Kaserne, Julius-Leber-Kaserne und General-Steinhoff-Kaserne
- Cuxhaven, Dienstgebäude
- Darmstadt, Dienstgebäude
- Dornstadt, Rommel-Kaserne
- Eckernförde, Marinestützpunkt Eckernförde
- Flensburg, Philipp-Freiherr-von-Boeselager-Kaserne
- Frankfurt am Main, Dienstgebäude
- Hamburg, Dienstgebäude
- Hannover, Scharnhorst-Kaserne
- Heide, Wulf-Isebrand-Kaserne
- Hilden, Waldkaserne
- Hof, Oberfranken-Kaserne
- Holzminden, Pionierkaserne am Solling
- Idar-Oberstein, Rilchenberg-Kaserne
- Karlsruhe, Dienstgebäude und Kirchfeld-Kaserne
- Karow, Damerow-Kaserne
- Kassel, Dienstgebäude
- Kiel, Marinestützpunkt Kiel
- Koblenz, Falckenstein-Kaserne
- Lebach, Graf-Haeseler-Kaserne
- Leipzig, General-Olbricht-Kaserne
- Mainz, Kurmainz-Kaserne
- Mechernich, Bleiberg-Kaserne
- Mölln, Dienstgebäude
- Mosbach, Dienstgebäude
- München, Ernst-von-Bergmann-Kaserne und Fürst-Wrede-Kaserne
- Münster, Lützow-Kaserne
- Neubrandenburg, Fünfeichen-Kaserne und Tollense-Kaserne
- Neustadt am Rübenberge, Wilhelmstein-Kaserne
- Neustadt in Holstein, Marine-Kaserne
- Nörvenich, Kaserne Haus Hardt
- Oberammergau, Dienstgebäude
- Oldenburg, Dienstgebäude
- Regensburg, Dienstgebäude
- Rostock, Marinestützpunkt Hohe Düne
- Roth, Otto-Lilienthal-Kaserne
- Schwanewede, Lützow-Kaserne
- Schwerin, Werder-Kaserne
- Stadtallendorf, Hessen-Kaserne
- Strausberg, Barnim-Kaserne
- Stuttgart, Theodor-Heuss-Kaserne
- Torgelow, Greifenkaserne
- Unna, Glückauf-Kaserne
- Veitshöchheim, Balthasar-Neumann-Kaserne
- Weißenfels, Sachsen-Anhalt-Kaserne
- Westerstede, Bundeswehrkrankenhaus
- Wilhelmshaven, Admiral-Armin-Zimmermann-Kaserne